# Gare de Lézignan-Corbières
La gare de Lézignan-Corbières est une gare ferroviaire française, de la ligne de Bordeaux-Saint-Jean à Sète-Ville, située à proximité du centre-ville de Lézignan-Corbières, dans le département de l'Aude, en région Occitanie.
Elle est mise en service en 1857 par la Compagnie des chemins de fer du Midi et du Canal latéral à la Garonne. C'est une gare de la Société nationale des chemins de fer français (SNCF), desservie par des trains TER Occitanie.

## Situation ferroviaire
Établie à 51 m d'altitude, la gare de Lézignan-Corbières est située au point kilométrique (PK) 383,507 de la ligne de Bordeaux-Saint-Jean à Sète-Ville, entre les gares ouvertes de Carcassonne et de Narbonne.

## Histoire
La Compagnie des chemins de fer du Midi et du Canal latéral à la Garonne met en service la section de Toulouse à Béziers et la gare de Lézignan le 22 avril 1857.

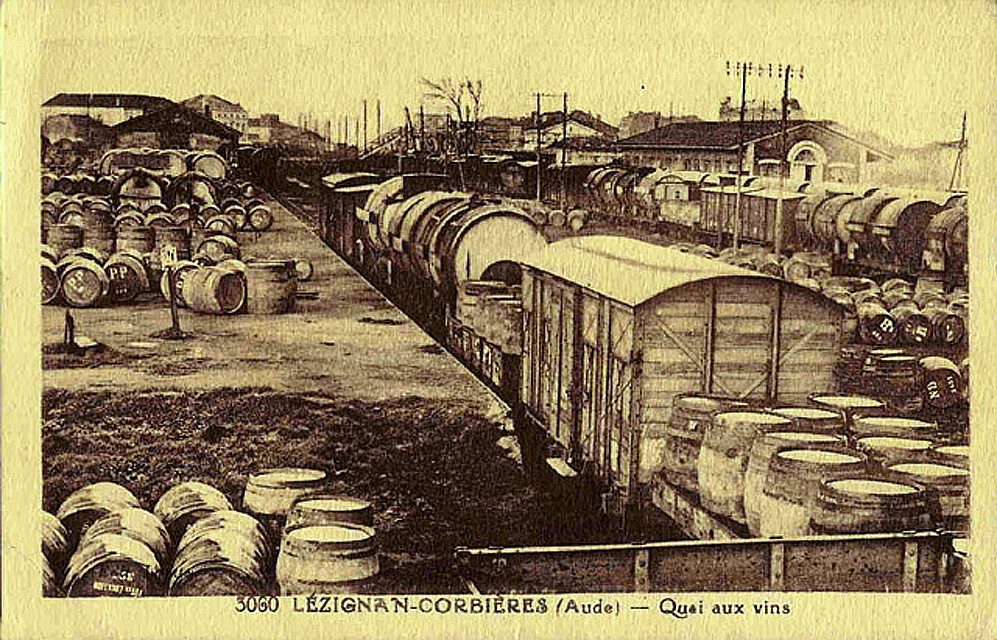
L'activité de la gare au temps florissant de la viticulture
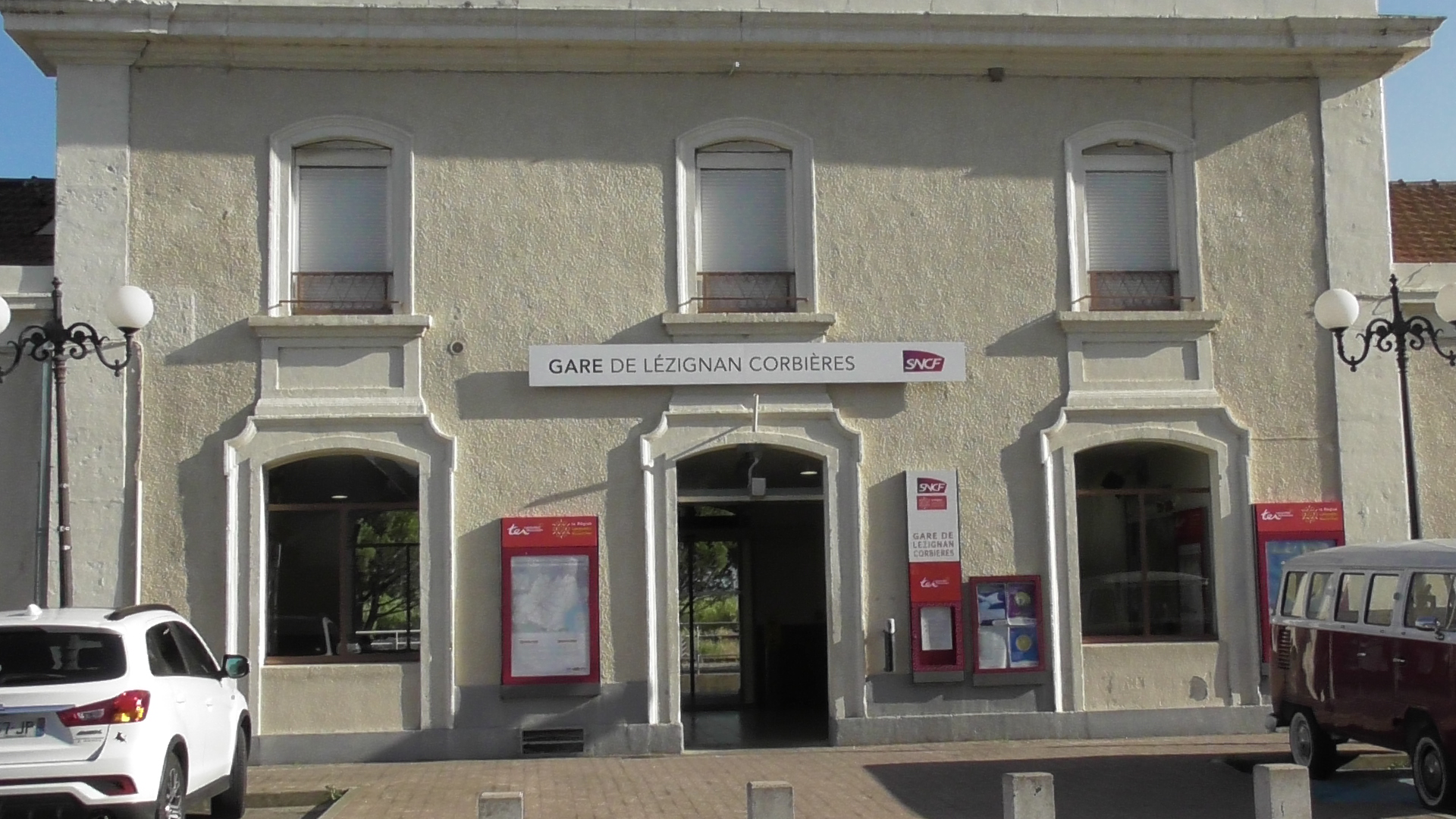
Entrée actuelle de la gare voyageur

## Fréquentation
En 2019, selon les estimations de la SNCF, la fréquentation annuelle de la gare était de 97 511 voyageurs contre 79 030 en 2018.
De 2015 à 2023, selon les estimations de la SNCF, la fréquentation annuelle de la gare s'élève aux nombres indiqués dans le tableau ci-dessous :
| Année           | 2015   | 2016   | 2017    | 2018   | 2019   | 2020   | 2021    | 2022    | 2023    |
| --------------- | ------ | ------ | ------- | ------ | ------ | ------ | ------- | ------- | ------- |
| Voyageurs seuls | 90 191 | 93 211 | 101 833 | 79 030 | 97 511 | 71 123 | 107 698 | 138 459 | 203 009 |

## Service des voyageurs

### Accueil
Gare SNCF, elle dispose d'un bâtiment voyageurs, avec guichet, ouvert du lundi au samedi et fermé les dimanches et jours fériés. Elle est équipée d'automates pour l'achat de titres de transport.

### Desserte
Lézignan-Corbières est desservie par des trains régionaux TER Occitanie et par l'Intercités de nuit Paris – Cerbère (pendant les vacances scolaires, dont la période estivale, et les week-ends le reste de l'année).

### Intermodalité
Un parking est aménagé.